# Koliba Studencka Politechniki Warszawskiej

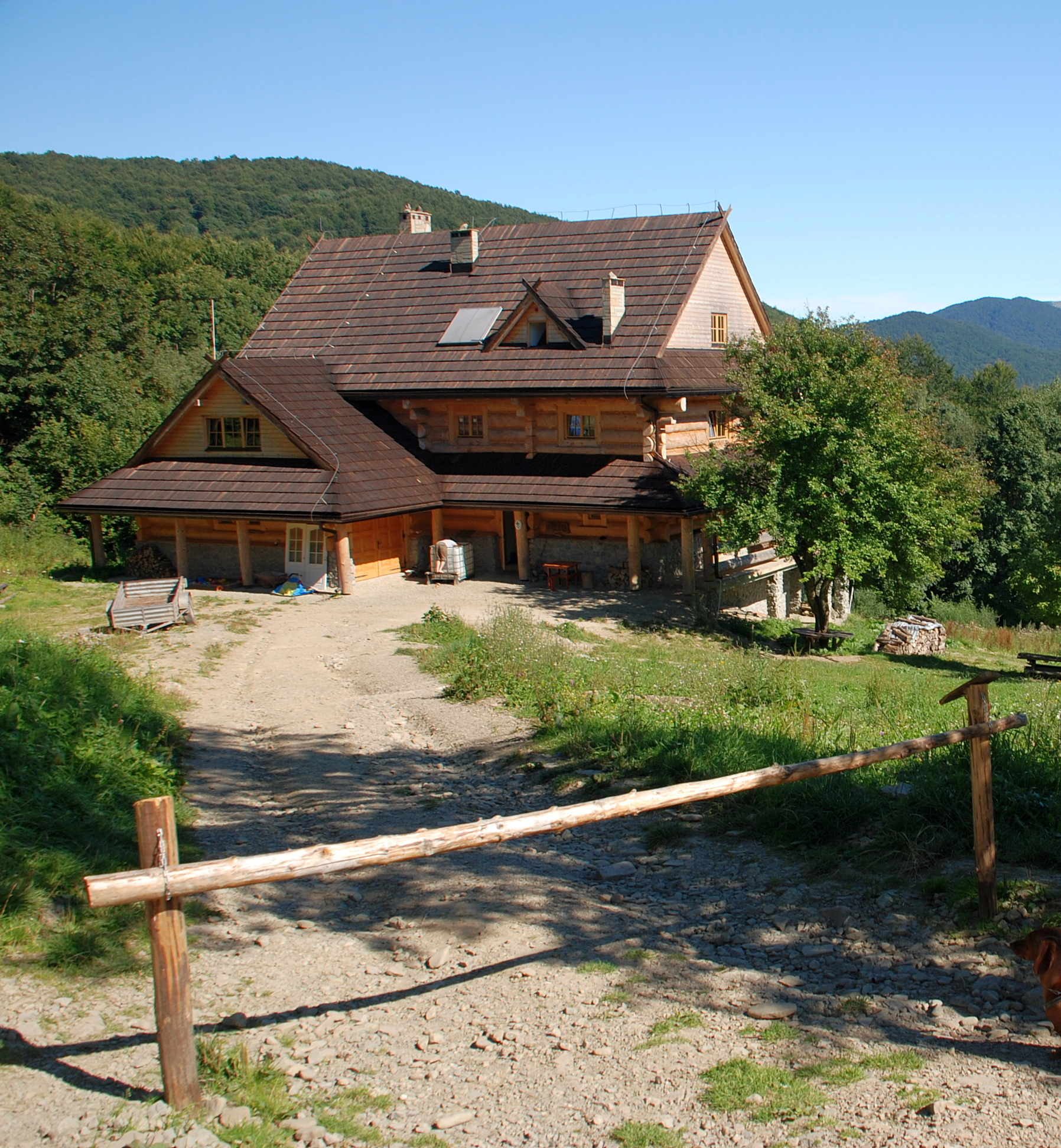
Nowa „Koliba”

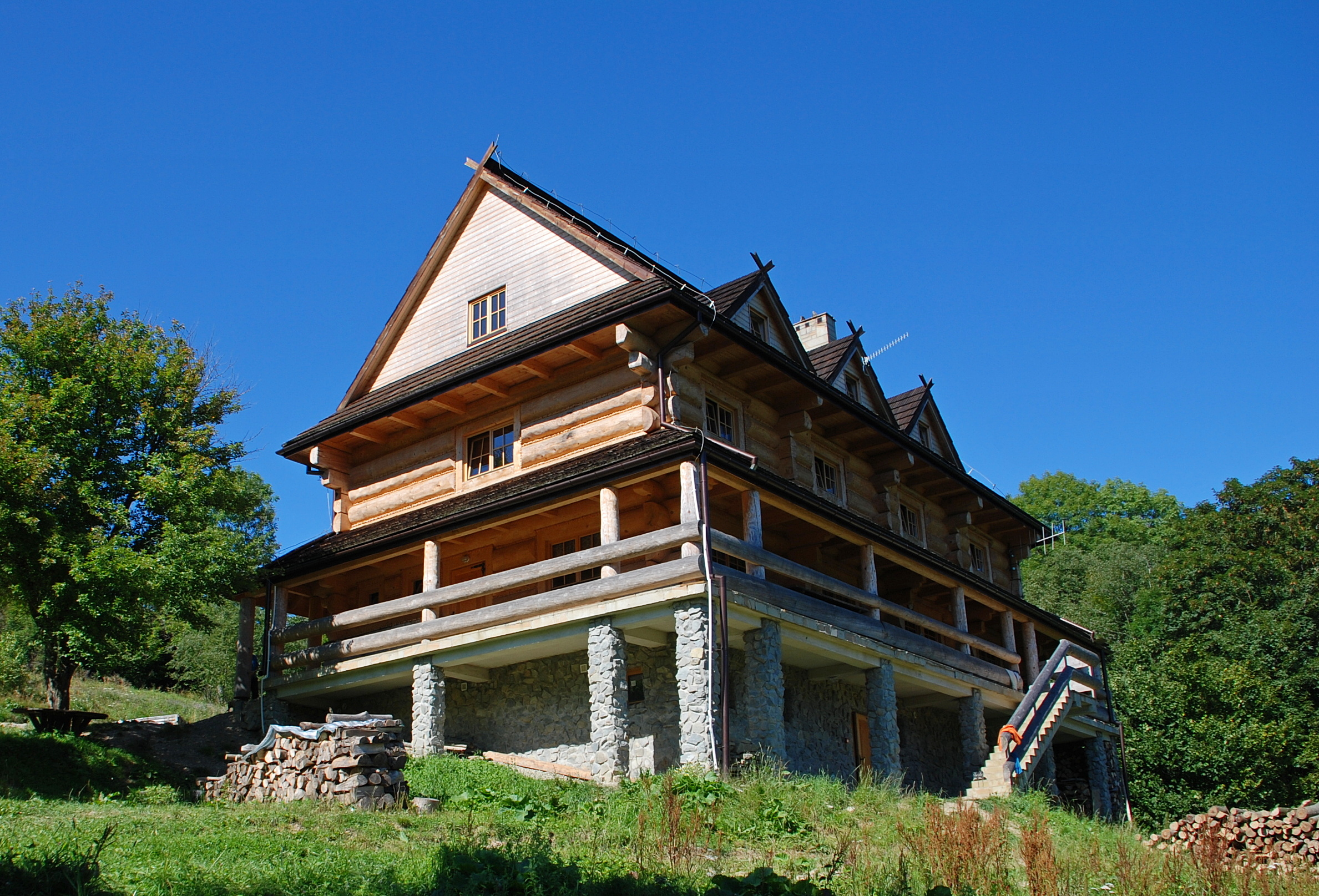
Nowa „Koliba”, 21 sierpnia 2011

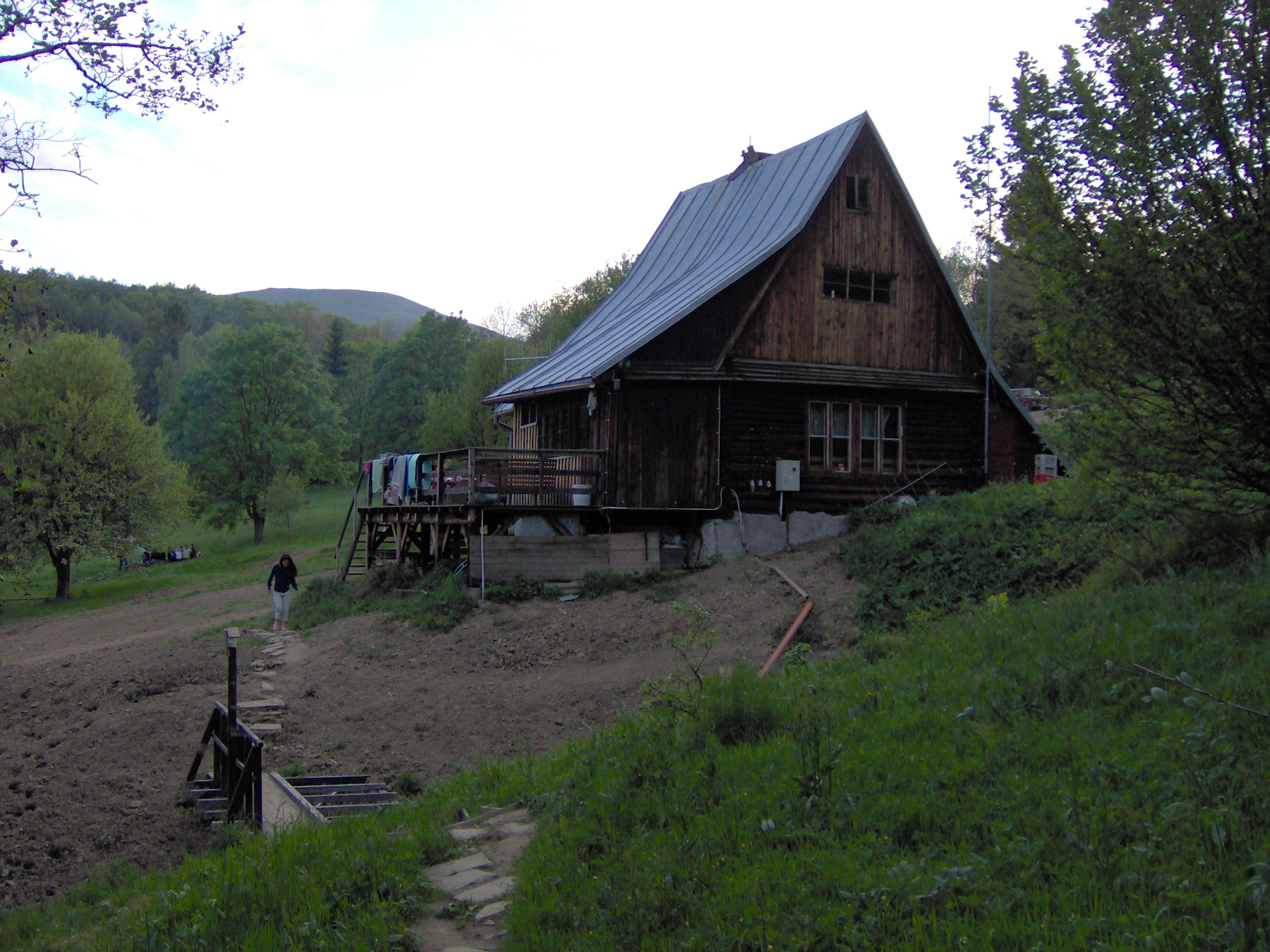
Stara „Koliba”, 28 maja 2005

Koliba Studencka Politechniki Warszawskiej (777 m n.p.m.) – chatka studencka pod przełęczą Przysłup Caryński (785 m n.p.m.) w Bieszczadach pomiędzy szczytem Połoniny Caryńskiej i Magury Stuposiańskiej.

## Położenie
Koliba leży w bezpośrednim sąsiedztwie węzła szlaków pieszych (żółty do wsi Bereżki, zielony w stronę Połoniny Caryńskiej i Magury Stuposiańskiej), historyczno-przyrodniczego (Przysłup Caryński – Dwernik Kamień), konnego i rowerowego (od strony Dwernika). Sprzed Koliby roztacza się widok na grupę Tarnicy oraz Bukowe Berdo. 
Adres
Koliba Studencka Politechniki Warszawskiej
Caryńskie 1
38-713 Lutowiska
tel. 0-13 461 18 48

## Pierwsza siedziba
Zostało wybudowane w latach 1972-1974 przez studentów Politechniki Warszawskiej i do dziś jest własnością tej uczelni. Do września 2010 było zamknięte z powodu rozbudowy. Przed remontem znajdowało się tam 18 miejsc noclegowych na łóżkach, podłoga z możliwością spania na materacach oraz pole namiotowe.

## Obecna siedziba
24 września 2010 odbyło się oficjalne otwarcie nowo wybudowanej Koliby Studenckiej Politechniki Warszawskiej. Otwarcia dokonał rektor Politechniki Warszawskiej prof. dr hab. inż. Włodzimierz Kurnik wraz z rektorem Politechniki Świętokrzyskiej prof. dr hab. inż. Stanisławem Adamczakiem, wójtem Gminy Lutowiska. Jest to obecnie najnowsza siedziba schroniska w Bieszczadach. Budynek nawiązuje swoją bryłą do przedwojennych, karpackich schronisk oraz regionalnej architektury. Koliba została udostępniona dla turystów od 1 października 2010.

## Szlaki turystyczne
- – Wetlina Kościół – Dział – Mała Rawka – bacówka PTTK „Pod Małą Rawką” – Przełęcz Wyżniańska – Połonina Caryńska – Przysłup Caryński – SchKoliba - Magura Stuposiańska
- – Bereżki (przystanek PKS) – Przysłup Caryński (785 m n.p.m.)